# آل امریکن ایویشین
آل امریکن ایویشین (به انگلیسی: All American Aviation) یک شرکت هواپیمایی است که در تاریخ ۱۹۳۷ میلادی تأسیس شده و در تاریخ ۱۹۳۹ فعالیتش را آغاز کرده‌است.
قطب این شرکت هواپیمایی در پیتسبرگ، پنسیلوانیا قرار دارد.